# Kaiser’s Cup
Der Kaiser’s Cup war eine vom deutschen Kaiser Wilhelm II. initiierte Segelregatta über den Nordatlantik, die 1905 zwischen Sandy Hook, New Jersey (USA) und The Lizard (Cornwall, England) stattfand. Das amerikanische Schiff Atlantic gewann den Cup.

## Hintergrund
Der Kaiser’s Cup (auch Kaisers Cup oder Kaiserpokal, jedoch nicht zu verwechseln mit dem gleichnamigen Autorennen) war ein Segelrennen über den Atlantik, das von seinem kaiserlichen Initiator als eine sportliche und technologische Leistungsschau der nordatlantischen Anrainerstaaten intendiert war. 
Wilhelm II. war als Freund und Förderer maritimer Innovationen bekannt. Die norddeutschen Reedereien Hapag (mit dem Schnelldampfer Deutschland) und der Norddeutsche Lloyd (u. a. mit dem Schnelldampfer Kaiser Wilhelm II., der 1904 einen Geschwindigkeitsrekord aufstellte) hatten zu Beginn des 20. Jahrhunderts wiederholt das begehrte ‘Blaue Band’ für die schnellste Atlantikpassage eines Passagierschiffs gewonnen. 
Politisch forcierte Wilhelm II. den Bau einer deutschen Schlachtflotte, welche die Seewege zu den deutschen Kolonien sichern und Deutschland als maritime Großmacht profilieren sollte, was zu einem Rüstungswettbewerb mit der traditionellen Seemacht England führte. Dessen König, Edward VII., war der Onkel Wilhelms II. Die herrscherlichen Jachten Deutschlands und England hatten sich bereits Rennen geliefert.
Bereits seit Mitte des 19. Jahrhunderts gab es bekannte und in der Presse beachtete Hochseeregatten für Segler auf dem Nordatlantik, sowohl in europäischen Gewässern als auch vor der amerikanischen Ostküste. 1866 fand das vom New York Yacht Club (NYCC) organisierte Transatlantic Race statt, die erste Transatlantikregatta überhaupt, an der jedoch nur drei Schiffe teilnahmen.

## Reglement, Streckenverlauf und Wettbewerber
Mit dem Kaiser’s Cup ausgezeichnet wurde die schnellste Überquerung des Nordatlantik zwischen Sandy Hook, New Jersey (USA) und The Lizard (Cornwall, England) in einer Segeljacht, wobei der Wettbewerb keine Vorgaben für Bauweise und Takelage gab. Dies führte dazu, dass außer den damals üblichen Rennjachten, zumeist Schonern, auch größere Schiffe wie die englische Valhalla an den Start gingen, die von den Abmaßen her keine Jachten mehr waren. Booteigner waren europäische und amerikanische Tycoone, die jedoch meistens nicht die Skipper der Boote waren.
Die Rennstrecke folgte der klassischen Routenführung auch von Passagier- und Handelsschiffen über den Nordatlantik. Sie war annähernd 2925 Seemeilen lang. 
Insgesamt gingen elf Segler an den Start; es waren den Zeitumständen gemäß alles Einrumpfkonstruktionen, zumeist Schoner. Es handelte sich um die folgenden Boote:
- Ailsa
- Apache
- Atlantic
- Endymion
- Fleur de Lys
- Hamburg
- Hildegarde
- Sunbeam
- Thistle
- Utowana
- Valhalla
- Volunteer

Der deutsche Kreuzer SMS Pfeil begrüßte die Teilnehmer am Ende des Rennens, und die Jachten passierten die Strecke zwischen Land und Schiff, welche die Ziellinie markierte.
Das Preisgeld betrug 5000 Dollar. Der goldene Siegerpokal wurde von Wilhelm II. gestiftet. 

## Verlauf
Das Rennen bei gemischten Wetter wurde von der amerikanischen Jacht Atlantic gewonnen, einem Dreimast-Schoner, der fast ein Jahrhundert lang den Rekord für die schnellste Atlantiküberquerung in einem Segelboot hielt. Der Schoner wurde von William Gardner entworfen und lief 1903 bei der Bauwerft Townsend & Downey, Schooter Island, New York vom Stapel.
Die Atlantic gewann mit einer Rekordzeit von 12 Tagen und 4 Stunden und deutlichem Vorsprung auf die Plätze. Den zweiten Platz belegte die deutsche Jacht Hamburg. Auf dem dritten Platz folgte der englische Segler Valhalla, der bereits zwei volle Tage länger unterwegs war als das siegreiche Schiff, dafür der Crew mit einem Speisesaal und einem Flügel ungewöhnlichen Luxus für eine Hochseeregatta bot.
Kapitän der Atlantic war Charlie Barr, Navigator und Taktiker Frederick Maxfield Hoyt, der auch an der Konstruktion des Schoners beteiligt war. Bei unterschiedlichen Wetterbedingungen erreichte die Atlantic eine Durchschnittsgeschwindigkeit von etwa 10 Knoten. Während eines Sturmes wurde sie mit voller Takelage gesegelt. Der Rekord für ein Einrumpfboot auf dieser Strecke hielt bis über die Jahrtausendwende hinaus.

## In den Medien, in Film und Literatur
Europäische und amerikanische Zeitungen berichteten ausführlich über die Vorbereitungen und den Ausgang des Rennens. In der New York Times, der London Times und dem Los Angeles Herald fand der prestigereiche Wettbewerb besondere Beachtung.
Die Regatta war zudem Vorlage des Stummfilms „Start of Ocean Race for Kaiser’s Cup“ (1905) und des Buches „Atlantic: The Last Great Race of Princes“ (2002). 

## Hundertjahrfeier
Zum 100-jährigen Jubiläum 2005 stellte die Mari-Cha IV bei der Rolex Transatlantic Challenge einen neuen Transatlantikrekord auf.